# Fonction loggamma
En analyse, la fonction loggamma est une fonction réelle, définie comme le logarithme naturel de la fonction Gamma pour tout réel strictement positif.

## Définitions

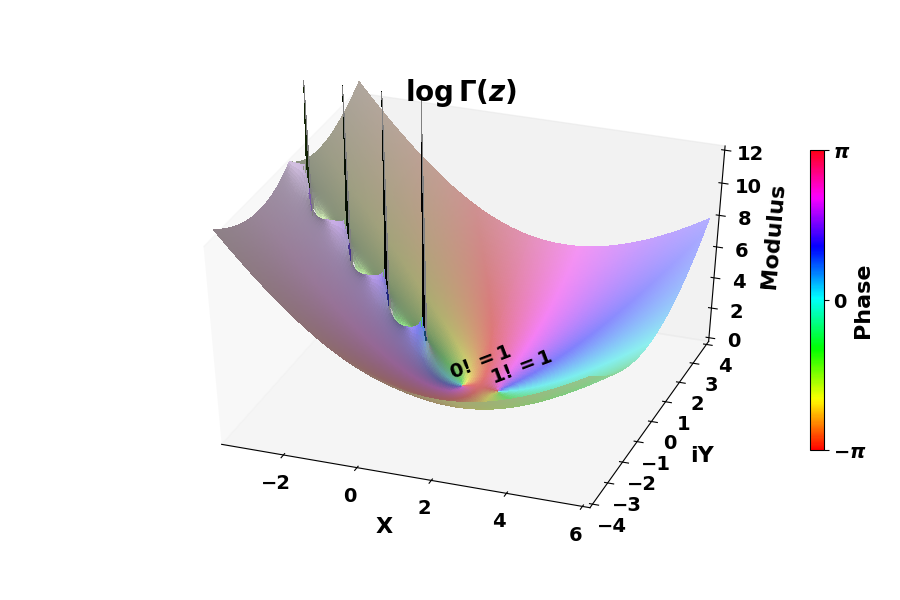
Tracé de la fonction analytique ln o Γ(z)

La fonction ln o Γ dans le plan complexe −2 − 2i vers 2 + 2i

La fonction loggamma est définie sur la demi-droite réelle positive par
{\displaystyle {\begin{matrix}\ln \circ \,\Gamma :&\mathbb {R} _{+}&\longrightarrow &\mathbb {R} \\&x&\mapsto &\ln(\Gamma (x))\end{matrix}}}
En utilisant l'identité de Schlömlich, on a également :
{\displaystyle \forall x>0,\ln \circ \,\Gamma (x)=-\gamma x-\ln x+\sum _{k=1}^{+\infty }\left[{\frac {x}{k}}-\ln \left(1+{\frac {x}{k}}\right)\right].}
où γ est la constante d'Euler-Mascheroni.
Elle est donc la solution de l'équation fonctionnelle :
{\displaystyle f(z)=f(z+1)-\ln z.}
Une notation utilisée dans la littérature est {\displaystyle \operatorname {log\Gamma } }.

## Équivalent asymptotique de la fonction de Binet
De la formule asymptotique de Stirling appliquée à la fonction Gamma, on tire :
{\displaystyle \ln \circ \,\Gamma (x)=\left(x-{\frac {1}{2}}\right)\ln x-x+{\frac {1}{2}}\ln(2\pi )+\mu (x)}
avec μ la fonction de Binet vérifiant {\displaystyle \mu (x)=o_{x\rightarrow +\infty }(x)}
On peut exprimer l'équivalent sous forme de reste intégral.
Ce reste intégral peut s'exprimer par deux formules, dite première formule de Binet, :
{\displaystyle \mu (x)=\int _{0}^{+\infty }\left({\frac {1}{2}}-{\frac {1}{t}}+{\frac {1}{\mathrm {e} ^{t}-1}}\right){\frac {\mathrm {e} ^{-xt}}{t}}\mathrm {d} t}
et deuxième formule de Binet,:
{\displaystyle \mu (x)=2\int _{0}^{+\infty }{\frac {\arctan({\frac {t}{x}})}{\mathrm {e} ^{2\pi t}-1}}\mathrm {d} t}
Il existe également plusieurs représentations en série de la fonction de Binet, comme celui montré par Gudermann:
{\displaystyle \mu (x)=\sum _{n=0}^{+\infty }\left[\left(x+k+{\frac {1}{2}}\right)\ln \left(1+{\frac {1}{x+k}}\right)-1\right]}
ou plus classiquement:
{\displaystyle \mu (x)=\sum _{n=1}^{+\infty }{\frac {c_{n}}{\prod _{k=1}^{n}(x+k)}},\ {\textrm {avec}}\;c_{n}={\frac {1}{n}}\int _{0}^{1}(u-{\frac {1}{2}})\prod _{k=0}^{n-1}(u+k)\mathrm {d} u.}

## Propriétés
La fonction log-gamma est convexe.

### Valeurs spéciales
On a, pour tout entier strictement positif n :
{\displaystyle (\ln \circ \,\Gamma )(n)=\ln((n-1)!)={\frac {n(n-1)}{2}}.}
{\displaystyle (\ln \circ \,\Gamma )\left({\frac {n}{2}}\right)={\frac {1}{2}}\ln \pi +\ln[(n-2)!!]-{\frac {n-1}{2}}\ln 2.}

### Développement en série
On a,:
{\displaystyle \forall x\in ]-1;1],\ (\ln \circ \,\Gamma )(x+1)=-\gamma x+\sum _{n=2}^{+\infty }(-1)^{n}\zeta (n)x^{n}.}

### Dérivées
La dérivée de la fonction log-gamma est la fonction digamma:
{\displaystyle \forall x>0,\ (\ln \circ \,\Gamma )'(x)=\psi (x)={\frac {\Gamma '(x)}{\Gamma (x)}}.}

### Intégrales
Raabe a démontré l'égalité, :
{\displaystyle \forall x>0,\ \int _{0}^{1}\ln \left({\frac {\Gamma (x+t)}{\sqrt {2\pi }}}\right)\mathrm {d} t=x\ln x-x.}
dont on déduit :
{\displaystyle \int _{0}^{1}\ln \Gamma (t)\mathrm {d} t=\ln({\sqrt {2\pi }}).}
Elle peut se déduire de la formule de Lerch sur la dérivée de la fonction zêta de Hurwitz:
{\displaystyle \left.{\frac {\partial }{\partial s}}\zeta (s,q)\right|_{s=0}=\ln \left({\frac {\Gamma (q)}{\sqrt {2\pi }}}\right).}
La fonction loggamma admet comme représentations intégrales :
{\displaystyle (\ln \circ \,\Gamma )(x)=-\int _{0}^{+\infty }\left(x-1-{\frac {1-\mathrm {e} ^{-(x-1)t}}{1-\mathrm {e} ^{-t}}}\right){\frac {\mathrm {e} ^{-t}}{t}}\mathrm {d} t+\ln \left({\frac {\pi }{\sin(\pi x)}}\right)} (formule de Malmsten)
{\displaystyle (\ln \circ \,\Gamma )(x)=\int _{0}^{+\infty }\left((x-1)\mathrm {e} ^{-t}-{\frac {(1+t)^{-x}-(1+t)^{-1}}{\ln(1+t)}}\right){\frac {1}{t}}\mathrm {d} t} (formule de Féaux)
{\displaystyle (\ln \circ \,\Gamma )(x)=-\int _{0}^{+\infty }{\frac {\mathrm {e} ^{-t}}{t}}\left({\frac {\mathrm {e} ^{tx}-1}{1-\mathrm {e} ^{-t}}}-x\right)\mathrm {d} t+\ln \left({\frac {\pi }{\sin(\pi x)}}\right)}
On a également,:
{\displaystyle \forall n\in \mathbb {N} ^{*},\ \int _{0}^{1}\ln \Gamma (t)\sin(2\pi nt)\mathrm {d} t={\frac {\ln(2\pi )+\gamma +\ln n}{2\pi n}},\ \forall n\in \mathbb {N} ,\ \int _{0}^{1}\ln \Gamma (t)\sin((2n+1)\pi t)\mathrm {d} t={\frac {\ln(2\pi )}{(2n+1)\pi }}.}
{\displaystyle \forall n\in \mathbb {N} ,\ \int _{0}^{1}\ln \Gamma (t)\cos(2\pi nt)\mathrm {d} t={\frac {1}{4n}},\ \int _{0}^{1}\ln \Gamma (t)\cos((2n+1)\pi t)\mathrm {d} t={\frac {2}{\pi ^{2}}}\left({\frac {\ln(2\pi )+\gamma }{(2n+1)^{2}}}+2\sum _{k=2}^{+\infty }{\frac {\ln k}{4k^{2}-(2n+1)^{2}}}\right).}
{\displaystyle \forall x>0,\ \int _{0}^{1}\ln \Gamma (t)\zeta (x,t)\mathrm {d} t={\frac {\Gamma (1-x)}{(2\pi )^{2-x}}}\zeta (2-x)\left[\pi \sin \left({\frac {\pi x}{2}}\right)+2\cos \left({\frac {\pi x}{2}}\right)\left(\ln(2\pi )+\gamma -{\frac {\zeta '(2-x)}{\zeta (2-x)}}\right)\right].}

## Utilisation
Du fait de la croissance surexponentielle de la fonction gamma, la fonction loggamma peut être utilisée pour le calcul de la fonction gamma pour de grandes valeurs.